# István Gaál

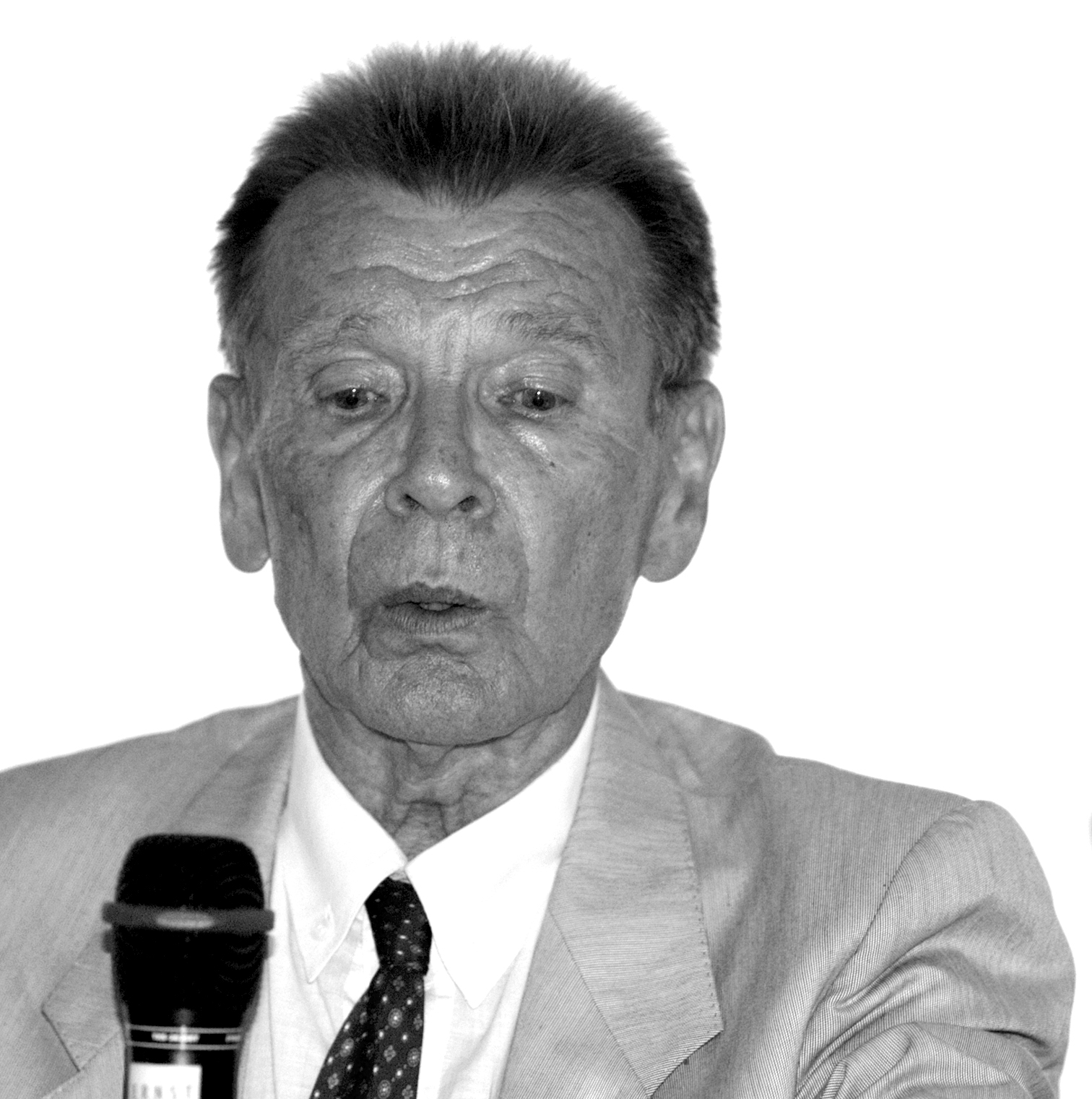
István Gaál (2005)

István Gaál (* 25. August 1933 in Salgótarján, Königreich Ungarn; † 25. September 2007 Budapest) war ein ungarischer Filmregisseur.

## Leben
István Gaál erlernte den Beruf des Elektrotechnikers, bevor er an der Akademie für Filmkunst in Budapest und dem Centro Sperimentale di Cinematografia in Rom studierte. Zentrales Thema seiner Filme ist der Konflikt zwischen dem Individuum und der Gesellschaft. „Er ist am Dokumentarfilm geschult, so daß ihm auch in seinen Spielfilmen authentische Bilder von der gesellschaftlichen Realität gelingen.“ Bei den Internationalen Filmfestspielen von Cannes im Jahr 1970 gewann Gaál mit Magasiskola den Preis der Jury.

## Filmografie (Auswahl)
- 1964: Wirbel (Sodrásban)
- 1970: Magasiskola
- 1971: Toter Ort (Holt vidék)
- 1977: Legato
- 1987: Peer Gynt